# Pacto de Família

Bandeira de Espanha (1748-1785).

Pavilhão real de França.

O Pacto de Família designa, na história francesa e espanhola, a aliança entre os diferentes ramos da Casa de Bourbon. Como primeiro Pacto de Família é considerada a aliança franco-espanhola assinada a 7 de novembro de 1733, durante a Guerra da Sucessão da Polônia; o segundo Pacto de Família foi assinado durante a Guerra de Sucessão Austríaca, pelo Tratado do Escorial (25 de outubro de 1743).
Foi também "Pacto de Família" (o terceiro) o tratado assinado a 5 de agosto de 1761 entre os reis da França, da Espanha e o duque de Parma. É assim chamado por pertencerem todos os contratantes à família dos Bourbons; era destinado a se defender, unindo forças da França, Espanha e Parma, da superioridade da marinha do Reino Unido da Grã-Bretanha. Este tratado não teve o êxito esperado: o rei das Duas Sicílias recusou-se a concordar. Além disso, os acontecimentos de 1789 tornaram-no caduco, terminando definitivamente em 7 de março de 1793 com a declaração de guerra da França para a Espanha .

## Primeiro pacto de família
O primeiro desses pactos foi assinado por Filipe V da Espanha e Luís XV da França a 7 de novembro de 1733 no Real Sítio de El Escorial. José Patiño Rosales e o conde de Rottembourg acordaram o pacto em nome dos seus respectivos reis.
Filipe V, neto de Luís XIV da França, ascendeu ao trono espanhol em 1700, sendo o primeiro monarca bourbônico da Espanha após a extinção do ramo dos Habsburgo. Foi reconhecido como rei pelas principais potências europeias na condição de os tronos da Espanha e França nunca ficarem unidos. Sua ascensão ao trono foi seguida pela Guerra da Sucessão Espanhola, que terminaria com a assinatura do tratado de Utrecht no qual Espanha perdeu a Sicília.
Luís XV, sobrinho de Filipe V, estava casado com a princesa polaca Maria Leszczynska (filha de Estanislau I da Polônia), o que provocou a entrada da França na Guerra de Sucessão da Polônia (1733–1738).
Ambos os monarcas, Filipe e Luís, aliaram-se no primeiro pacto de família, fazendo uma frente comum contra Áustria: Felipe visando a recuperar as antigas posses espanholas na Itália, e Luís buscando reforços no seu apoio a Estanislau da Polônia. Luís XV não conseguiria restaurar o seu sogro Estanislau no trono da Polônia, mas Filipe V sim recuperaria Nápoles e Sicília, onde entronizou como rei o seu filho, o infante Carlos (o futuro Carlos III da Espanha).

## Segundo pacto de família
O segundo pacto de família, assinado a 25 de outubro de 1743 em Fontainebleau, foi acordado pelos mesmos monarcas, Filipe V da Espanha e Luís XV da França, no transcurso da guerra de Sucessão da Áustria.
Após a morte de Filipe V em 1746, o novo rei Fernando VI da Espanha efetuou uma política de neutralidade ativa entre Inglaterra e França. Fortaleceu a frota para evitar ser arrastado à guerra e liquidou o segundo pacto de família, o que o desligou de apoiar a França nas suas guerras. 
Em troca, Inglaterra aceitou a supressão do asiento de negros e do navio de licença.
Graças a esta aliança, a Espanha ganhou os ducados de Parma, Placência e Guastalla para o infante Filipe, que tomou posse deles em 1748.

## Terceiro pacto de família
Carlos III da Espanha (1759–1788) voltou à política belicista contra Inglaterra para recuperar Gibraltar e Minorca e assinou o terceiro pacto de família, que o levou a entrar na última fase da guerra dos Sete Anos em apoio da França contra Inglaterra, e à derrota que lhe ocasionou consideráveis perdas ao final, em 1763 (as duas Floridas, que entregou à Inglaterra, e a Colônia do Sacramento (a sul do Brasil), a Portugal. 

### Conteúdos do acordo
Jerónimo Grimaldi pela parte espanhola, e o duque de Choiseul pela parte francesa, assinaram o pacto em nome dos seus monarcas a 15 de agosto de 1761 em Paris. Segundo os termos do acordo, os dois países fariam causa comum: 
Quem ataca uma Coroa, ataca a outra.
Cada uma das Coronas olhará como próprios os interesses da outra a sua aliada.
Os principais pontos do acordo foram os seguintes:
- Caso de algum dos países assinantes do pacto entrar em guerra com um terceiro, poderia requirir o apoio militar do país aliado nas condições seguintes:
  - Antes de três meses a contar desde o requerimento de apoio por um dos dois países assinantes, o outro deveria enviar 12 navios de linha e 6 fragatas, postas a disposição do solicitante;
  - Se for Espanha o país que recebera o requerimento, deveria pôr à disposição da França (além da frota mencionada) 10 000 soldados de infantaria e 2000 de cavalaria. Se o país requerido fosse França, deveria enviar 18 000 homens de infantaria e 6000 de cavalaria (esta diferença no número de tropas fez-se de acordo ao tamanho do exército de cada país);
  - Estas tropas estariam sob as ordens do país demandante de ajuda, durante todo o tempo que for necessário, a costa do país requerido;
  - Para fazer efetivo o envio destas forças não seriam necessárias maiores explicações por parte do país demandante: chegaria a solicitação de ajuda;
  - Seriam excetuadas dos pontos anteriores as guerras nas quais França pudesse ficar envolvida como consequência dos acordos estabelecidos na Paz de Vestfália ou em outras alianças, salvo caso de a França ser atacada por terra, em cujo caso sim seria socorrida pela Espanha;
  - Os acordos de paz com inimigos comuns deveriam ser de comum acordo:

Tanto sobre as condições da paz, quanto sobre as operações da guerra, as duas monarquias da Espanha e da França, em toda a extensão dos seus domínios, têm de ser consideradas e de obrar como se não formassem mais que uma única e mesma potência.
- Filipe I de Parma, dado o seu parentesco com ambas as partes assinantes, ficava incluído no pacto pela parte espanhola.
- Não poderiam aderir-se a este pacto terceiros países cujos monarcas não pertencessem à Casa de Bourbon;
- Os cidadãos espanhóis em território francês ficariam isentos da aplicação da lei de estrangeiros francesa e das cargas fiscais aplicáveis ao comércio e às herdanças; também teriam direito ao uso das suas bandeiras; o mesmo trato receberiam os cidadãos franceses no território espanhol, enquanto os cidadãos de Parma o receberiam em ambos os países;
- O tratado seguiria em vigor enquanto as coroas espanhola e francesa seguissem ocupadas por monarcas da família dos Bourbons.

O acordo seria ratificado pelo rei da Espanha em Santo Ildefonso (Espanha) a 25 de agosto de 1761 e pelo rei da França em Versalhes, a 21 de agosto do mesmo ano. Em 1768 este pacto seria objeto de uma ampliação com referência à navegação e ao comércio marítimo.

### Implicações para Portugal
Ao colocar os interesses de Portugal, tradicional aliado dos britânicos, contra os da Espanha, reiniciaram-se as hostilidades entre as Coroas de Portugal e da Espanha na América do Sul, tendo os últimos tomado a Colônia do Sacramento e invadido a região do atual Rio Grande do Sul aos primeiros.
Portugal Continental também sofreu uma invasão espanhola, em 1762, pela fronteira da então província de Trás-os-Montes, conhecida por "Guerra Fantástica".
O Tratado de Paris, assinado a 10 de Fevereiro de 1763, encerrou a guerra deflagrada pelo Pacto.

### Renovação
Em 1779 esse mesmo Terceiro Pacto de Família foi renovado mediante o tratado de Aranjuez com a França; a Espanha tomava revanche contra a Inglaterra na Guerra da Independência dos Estados Unidos (1775-1783), na qual entra nesse ano de 1779, recuperando Minorca e as duas Floridas.
Como consequência das guerras de Carlos III, voltou a crise da Fazenda espanhola, aumentada à época de Carlos IV.

## Fim dos pactos, revolução e recuperação da aliança
O início da Revolução Francesa em 1789 e a primeira guerra de coligação contra a Convenção Nacional na que participariam tropas espanholas, pôs fim às relações amigáveis desenvolvidas durante o século XVIII. Contudo, a derrota dos aliados que resultou na Paz de Basileia, e as disputas territoriais e coloniais com os britânicos, propiciaram a ocasião para recuperarem as tradicionais relações entre os estados, esta vez sem que possa ser considerado um novo tratado de família ao terem sido depostos os bourbons franceses. O segundo tratado de Santo Ildefonso, assinado por Manuel Godoy em 1796, acordaria com o Diretório uma aliança militar contra o Império Britânico cujas desastrosas consequências contribuirão para o enfraquecimento político da monarquia espanhola e para a sua crescente dependência da França, várias das causas que terminariam no prolongado conflito da guerra da Independência Espanhola.